# Valle del Pas
El Valle del Pas es un valle situado en Cantabria (España) por el que fluye el río del mismo nombre y su afluente más importante, el río Pisueña, que se une al primero en la localidad de Vargas, en el municipio de Puente Viesgo.

## Historia

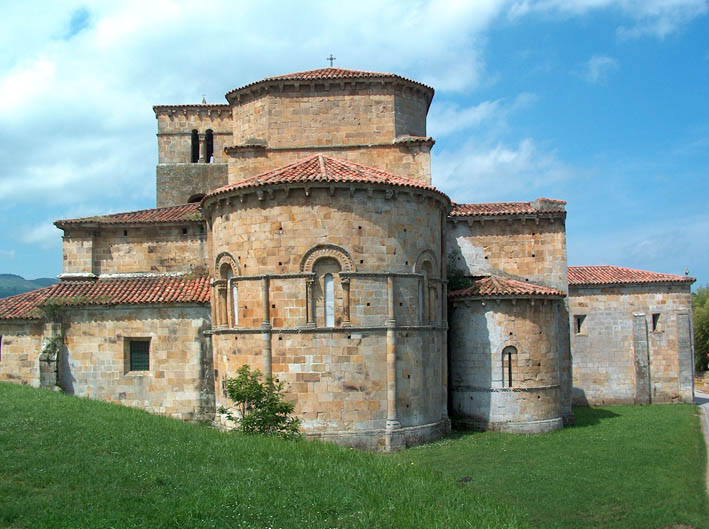
Fachada oriental de la Colegiata de Santa Cruz de Castañeda.

En todo este valle tuvo gran importancia la repoblación llevada a cabo por la fundación de monasterios, entre los que se encuentran San Vicente de Fístoles y la Colegiata de Santa Cruz de Castañeda como los más importantes. Además de los monasterios se fueron levantando templos románicos en los siglos XI al XIII, algunos de los cuales se han conservado: la citada colegiata de Santa Cruz de Castañeda, el de Santa María de Cayón y el de San Miguel de Monte Carceña, entre otros. Estas construcciones demuestran el auge y la importancia que tuvo esta comarca durante esos siglos. 
A partir del siglo XI se fue formando en la parte alta de estos dos valles un hábitat humano especial y único, cuya economía estaba basada en la ganadería trashumante. Estas gentes que se llamarían pasiegos procedían de la comarca de Espinosa de los Monteros (Burgos) y basándose en permisos de pastos libres de portazgo que el rey Alfonso VIII concedió a sus Monteros en documento del 1206 se fueron asentando en las laderas de los montes del río Miera y del río Pas principalmente. El asentamiento era disperso, habitando cabañas hechas de piedra (llamadas casas vividoras) que ocupaban en los meses de primavera y verano, cuando los pastos eran buenos. 
Para el invierno recolectaban el suficiente heno para la comida de las vacas y bajaban a la aldea, al núcleo de población estable que poco a poco fueron formando las tres villas pasiegas: Vega de Pas, San Pedro del Romeral y San Roque de Riomiera, que no están contiguas unas de otras.

## Arquitectura religiosa
En los siglos XVI y XVII se fundaron grandes conventos como los de El Soto y el convento franciscano de La Canal además de iglesias barrocas, construidas por los artesanos y artistas de la comarca. En estos siglos hubo además mucha emigración a las Indias. Los indianos a su regreso levantaban iglesias o bien contribuían en la construcción de capillas, torres o en la adquisición de obras de arte. Los mejores ejemplos están en la capilla de la Obra Pía de Bárcena de Carriedo, que fundó el indiano Manuel Rodríguez y la reconstrucción de la iglesia de San Miguel de Llerana, más el añadido de la sacristía y del retablo mayor. En la torre de esta iglesia se ha habilitado un museo sobre el tema de los indianos del Valle de Carriedo (que corresponde al valle del Pas, en concreto a la cabecera del valle del Pisueña).

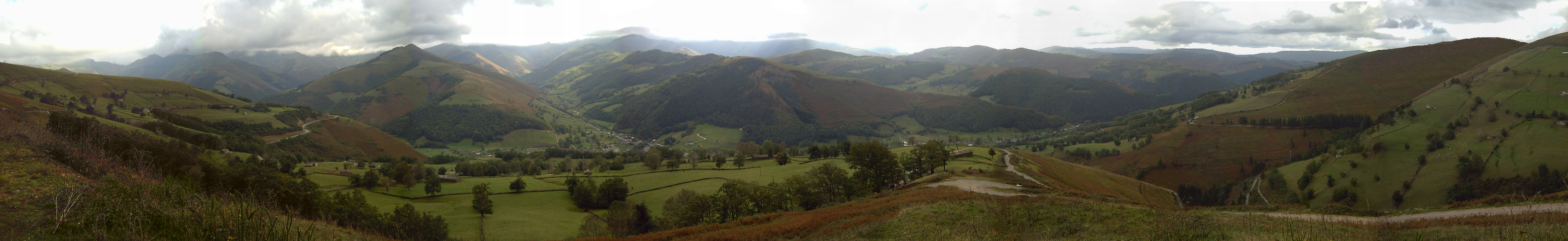
Vista de la Vega de Pas.